# Nhà máy thép

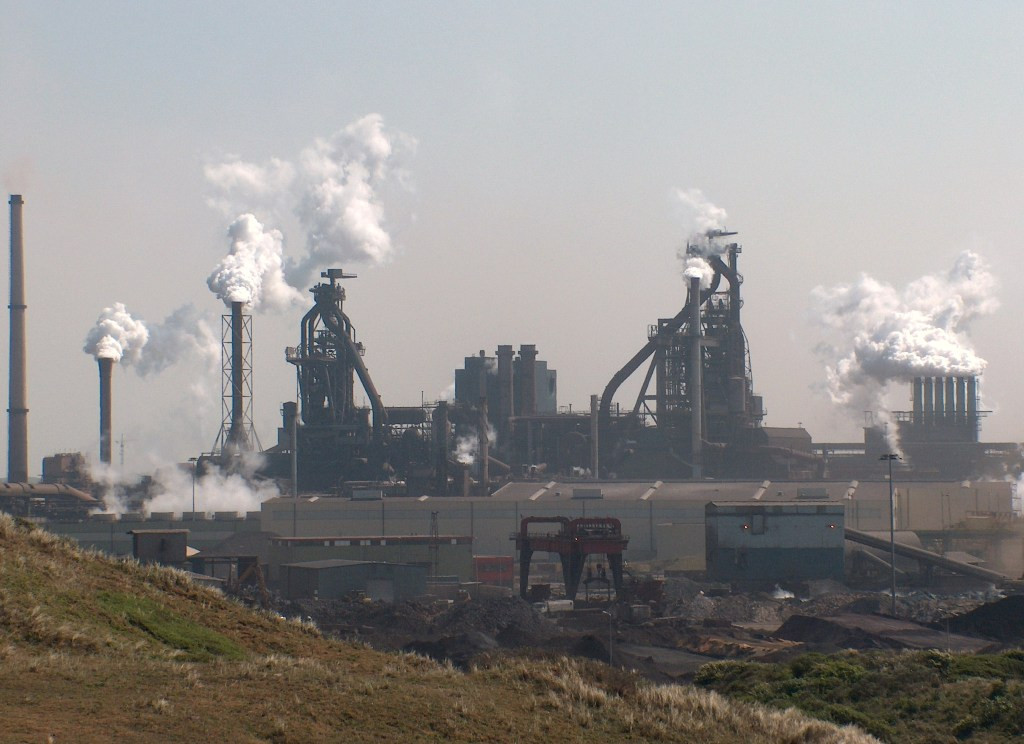
Tô hợp sản xuất thép ở Hà Lan, hai lò cao.

Nhà máy thép là một nhà máy công nghiệp sản xuất thép. Đó có thể là một tổ hơp thực hiện tất cả các khâu của sản xuất thép từ nấu quặng đến cán thép thành phẩm hoặc chỉ là một nhà máy sản xuất bán thành phẩm thép đúc từ gang hoặc phế liệu.

## Lịch sử
Kể từ khi quy trình Bessemer được phát minh (sử dụng lò chuyển BOF cho phép tinh luyện thép), các nhà máy thép đã thay thế các nhà máy luyện gang. Những phương pháp mới để sản xuất thép xuất hiện sau đó là nấu thép từ phế liệu bằng hồ quang điện hay gần đây là sắt hoàn nguyên trực tiếp Direct Reduced Iron-DRI.
Vào cuối thế kỷ 19 và đầu thế kỷ 20, nhà máy thép lớn nhất thế giới là nhà máy thép Barrow Hematite Steel Company ở Barrow-in-Furness, Vương quốc Anh. Ngày nay, nhà máy thép lớn nhất thế giới là của POSCO ở Gwangyang, Hàn Quốc công suất 23 triệu tấn/năm.

## Tổ hợp sản xuất thép

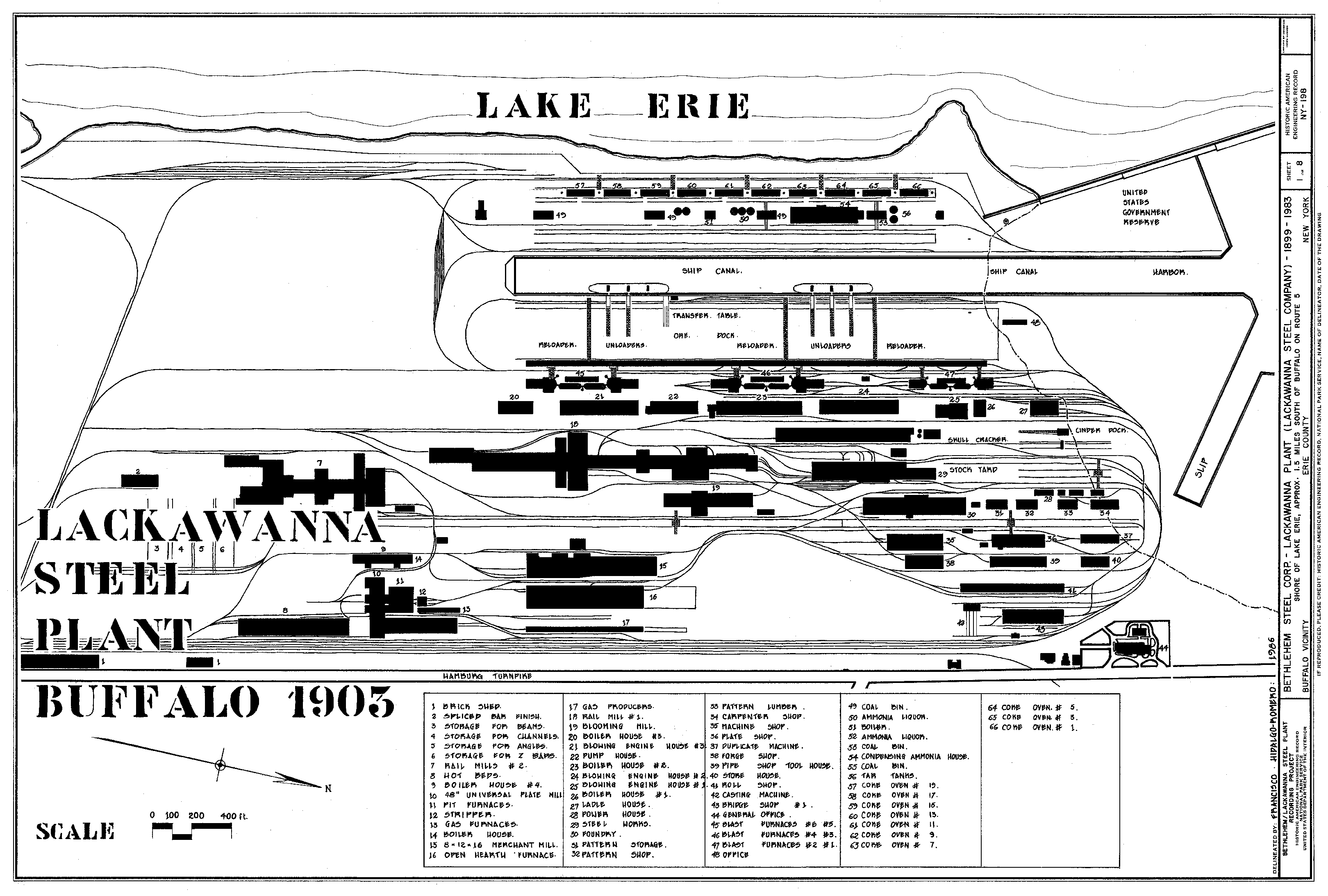
Sơ đồ nhà máy thép Lackawanna tại Buffalo, New York năm1903 thể hiện nhiều khu vực của một tổ hợp sản xuất thép

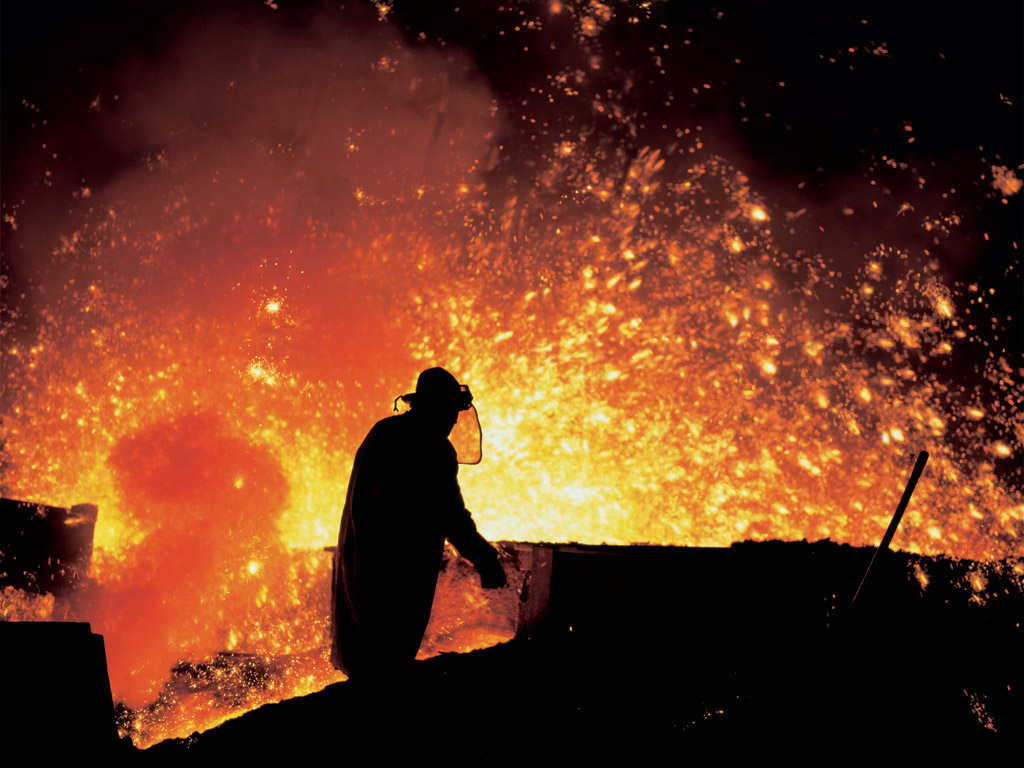
Lò cao của Třinec Iron and Steel

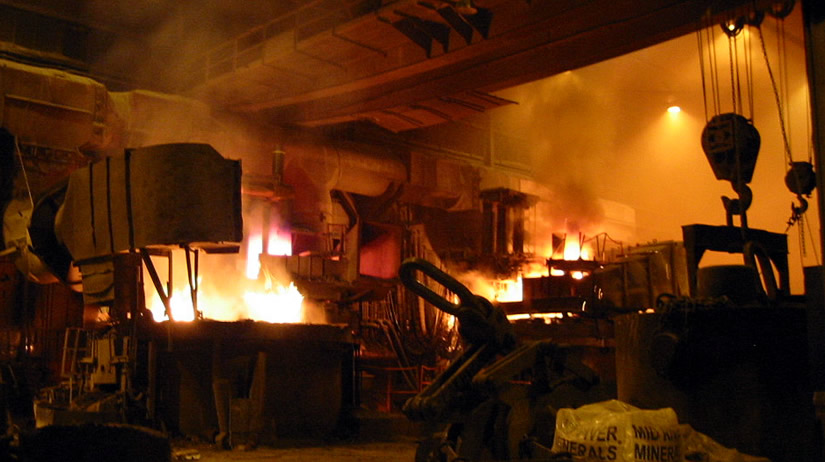
Bố trí bên trong một nhà máy thép

Tổ hợp nhà máy sản xuất thép (đôi khi còn được gọi khu liên hợp gang thép, tổ hợp luyện cán thép,...) có đầy đủ các khâu công nghệ bao gồm:
- Luyện gang (Nấu quặng thành gang lỏng)
- Luyện thép (Tinh luyện gang thỏi thành thép lỏng)
- Đúc (Đúc phôi thép từ thép lỏng)
- Cán thô, cán phôi và cán thành phẩm

Tại Việt Nam, một số khu liên hợp gang thép có công suất lớn như Formosa công suất 10-20 triệu tấn/năm Hòa Phát Dung Quất 5,6-11,6 triệu tấn/năm.

## Nhà máy nhỏ

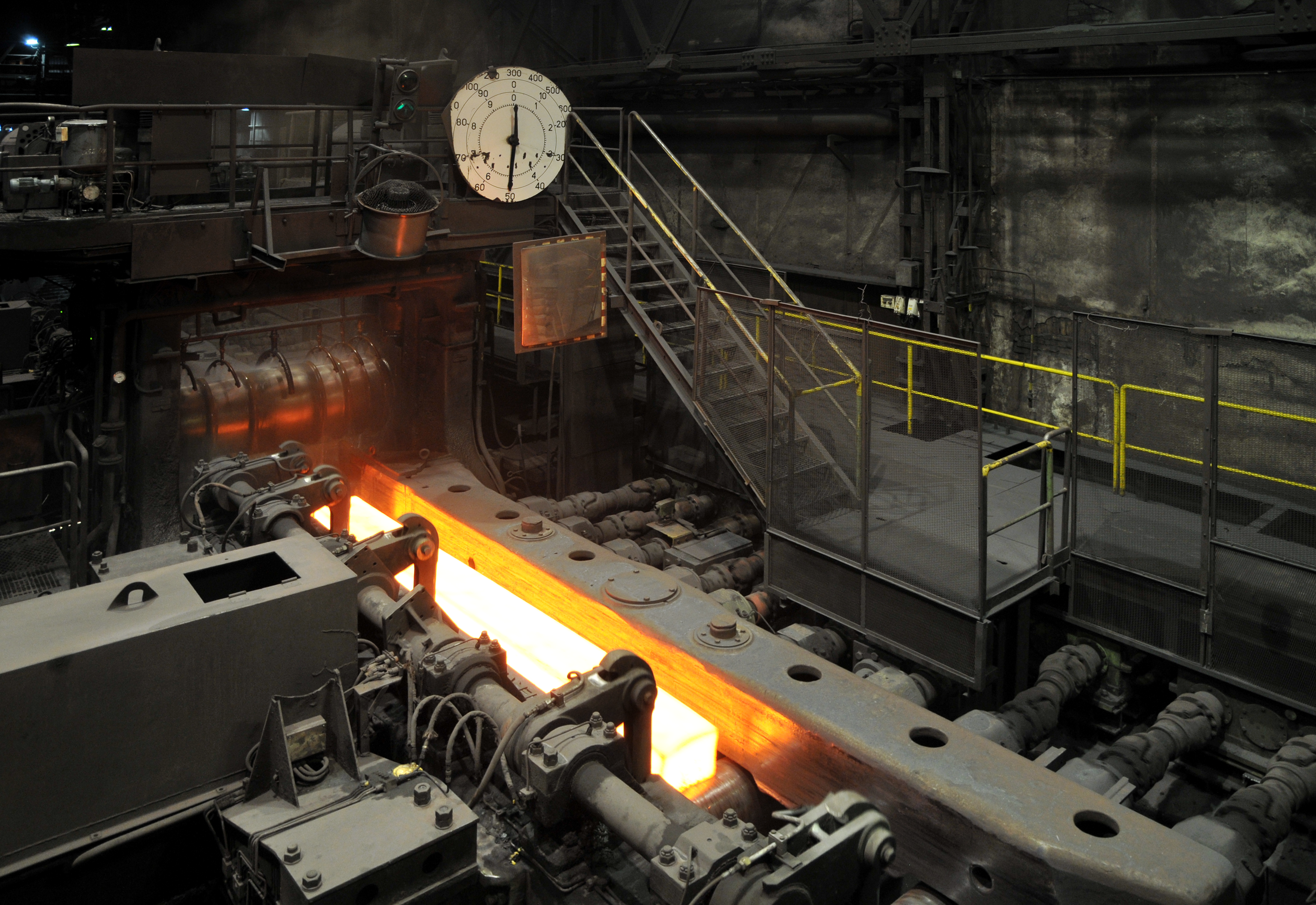
Phôi thép vào giá cán

Các nhà máy nhò không bao gồm đầy đủ các khâu công nghệ như tổ hợp gang thép. Thường chỉ bao gồm chu trình ngắn như luyện thép bằng lò hồ quang điện từ thép phế hoặc sắt hoàn nguyên trực tiếp Direct reduced iron (DRI), ngoài ra cũng có thể có thêm lò thùng, lò chân không để kiểm soát chính xác thành phần hóa, đúc liên tục, lò gia nhiệt và khâu cán thép.